# Siegfried Prölß
Siegfried Prölß (* 11. September 1934 in Dresden; † 9. Oktober 2011 in Leipzig) war ein deutscher Tänzer und Fotograf.

## Leben

### Tänzer
Siegfried Prölß besuchte nach seiner Lehrzeit zum Maschinenbauer die Ballettschule Erna Morena. Nach bestandener Aufnahmeprüfung studierte er von 1953 bis 1958 an der Palucca Schule Dresden. Nach Abschluss des Studiums wurde er bis 1972 zuerst als Gruppentänzer und später als Solist an der Oper Leipzig verpflichtet. 1960 tanzte Siegfried Prölß gemeinsam mit der Ersten Solistin Ursula Cain unter der Leitung der Ballettmeisterin und Choreografin Emmy Köhler-Richter zur Eröffnung des neuen Leipziger Opernhauses. Seine größten Rollen waren der Wolf in Peter und der Wolf und der Tiger in Abraxas von Werner Egk.

### Fotograf
Nach Abschluss seiner Tänzerlaufbahn machte er sein Hobby zum Beruf. Von 1972 bis 1977 studierte Siegfried Prölß Fotografie an der Hochschule für Grafik und Buchkunst Leipzig. Sein Diplom belegte er mit Ballettfotografie. Seit 1977 arbeitete er als freischaffender Fotograf vorwiegend im Bereich des Bühnentanzes, als auch für Modeverlage und Zeitschriften. Er wurde zu wichtigen Ereignissen der drei Ballettschulen der DDR, zur Stundes des Tanzes an der Volksbühne Berlin und alle zwei Jahre zum Ballettwettbewerb im Anhaltischen Landestheater Dessau als Fotograf und mit Ausstellungen engagiert. Mit seinem Blick prägte er das Bild des Bühnentanzes in der DDR, welches über die Landesgrenzen heraus wahrgenommen wird. Seine Tanzfotografien wurden in Fachzeitschriften wie Theater der Zeit, Ballett Intern, Der Tanz oder Tanz International abgedruckt. Siegfried Prölß hat das Werk zahlreicher Choreografen und Tanzschaffender im Bild festgehalten und war Zeitzeuge beim 85. Geburtstag von Gret Palucca, von der er als Student im Fach Improvisation unterrichtet wurde.
Seit 1980 war Siegfried Prölß Mitglied des Verbandes der Bildenden Künstler der DDR.
In Einzelausstellungen in Krakau, Leipzig, Dessau und Halberstadt sowie Ausstellungsbeteiligungen in Krakau, Berlin, Athen und Legnica zeigte er seine Sicht auf den Tanz: „Mein Anliegen ist, die Schönheit des Tanzes in all seinen Bewegungsphasen und ästhetischen Formen zum Ausdruck zu bringen. Tanz ist Bewegung, diese im Foto sichtbar werden zu lassen, ist sicher schwer. Aber mein Bestreben ist es, immer neue Möglichkeiten zu finden und dem Betrachter meiner Fotos diese zu vermitteln“.
In der Ausstellung Krokodil im Schwanensee – Tanz in Deutschland seit 1945 wurden 2003 in der Akademie der Künste (Berlin) mehrere Tanzfotos von Siegfried Prölß ausgestellt und im gleichnamigen Buch zur Ausstellung abgedruckt. Das Foto von den zwei gefesselten Tänzern aus Korrelationen einer Choreografie von Enno Markwart mit dem Erich-Weinert-Ensemble aus dem Jahr 1985 wurde als Pressefoto zu Berichten über die Ausstellung verwendet.
Die meisten Negative von Siegfried Prölß befinden sich heute im Archiv der Palucca Schule Dresden.

### Zweite Bühnenlaufbahn
2005 begann Siegfried Prölß mit seinen ehemaligen Tänzerkollegen von der Oper Leipzig, Ursula Cain, Christa Franze, und Horst Dittmann unter der Leitung der Leipziger Choreografin Heike Hennig und Friedrich U. Minkus an der Arbeit zu dem autobiografischen Tanztheater Zeit – tanzen seit 1927, welches 2006 nicht nur an der Oper Leipzig einen außergewöhnlichen Erfolg feierte. Das Tanztheater wurde unter dem Titel Tanz mit der Zeit von Trevor Peters für ZDF und ARTE verfilmt und kam 2007/2008 in die deutschen Kinos. Unter dem gleichnamigen Titel erschien 2008 das Buch von der Autorin Marion Appelt über ihre Lebens- und Tanzgeschichte mit zahlreichen Tanzfotos von Siegfried Prölß und Friedrich U. Minkus.
Seit 2007 setzte Siegfried Prölß in dem zeitgenössischen Tanzstück ZeitSprünge von Heike Hennig seine zweite Bühnenlaufbahn fort und konnte mit dem Tanztheater der Generationen Heike Hennig & Co in über 30 Aufführungen in Leipzig und auf internationalen Festivals das Publikum begeistern. Im Trailer von Oper unplugged No. 4 – Vier Generationen kann man ihn tanzen sehen.
2009 tanzte Siegfried Prölß am Theater Magdeburg in dem Ballett Manon Lescaut in Choreografie von Gonzalo Galguera. Siegfried Prölß galt als ältester bühnenaktiver Paluccaschüler.